# El Cortijo (La Rioja)
El Cortijo es una localidad de entidad menor perteneciente al municipio de Logroño, en La Rioja, situada al oeste de la ciudad de Logroño, en la margen derecha del río Ebro. Su población es de 241 habitantes (INE, 2022).

## Situación geográfica
El Cortijo es un municipio adscrito o barrio, perteneciente al municipio de Logroño, en La Rioja Media. Linda con Álava por el río Ebro, del cual se sitúa en su margen derecha. Este pequeño núcleo urbano se encuentra a 7 kilómetros al noroeste del centro de la capital riojana.

### Orografía
La orografía de El Cortijo es relativamente suave en el casco urbano. Sin embargo, en los alrededores, el terreno es bastante irregular y hay pequeñas elevaciones destacables, como el Monte del Rincón (491m) o Ribapedrón (488m). En su variada fauna y flora, destacan los cultivos de viñas y cereales, así como los olivos, almendros o pinos y la típica vegetación de bosque de ribera. El suelo es mayoritariamente de tipo arcilloso.

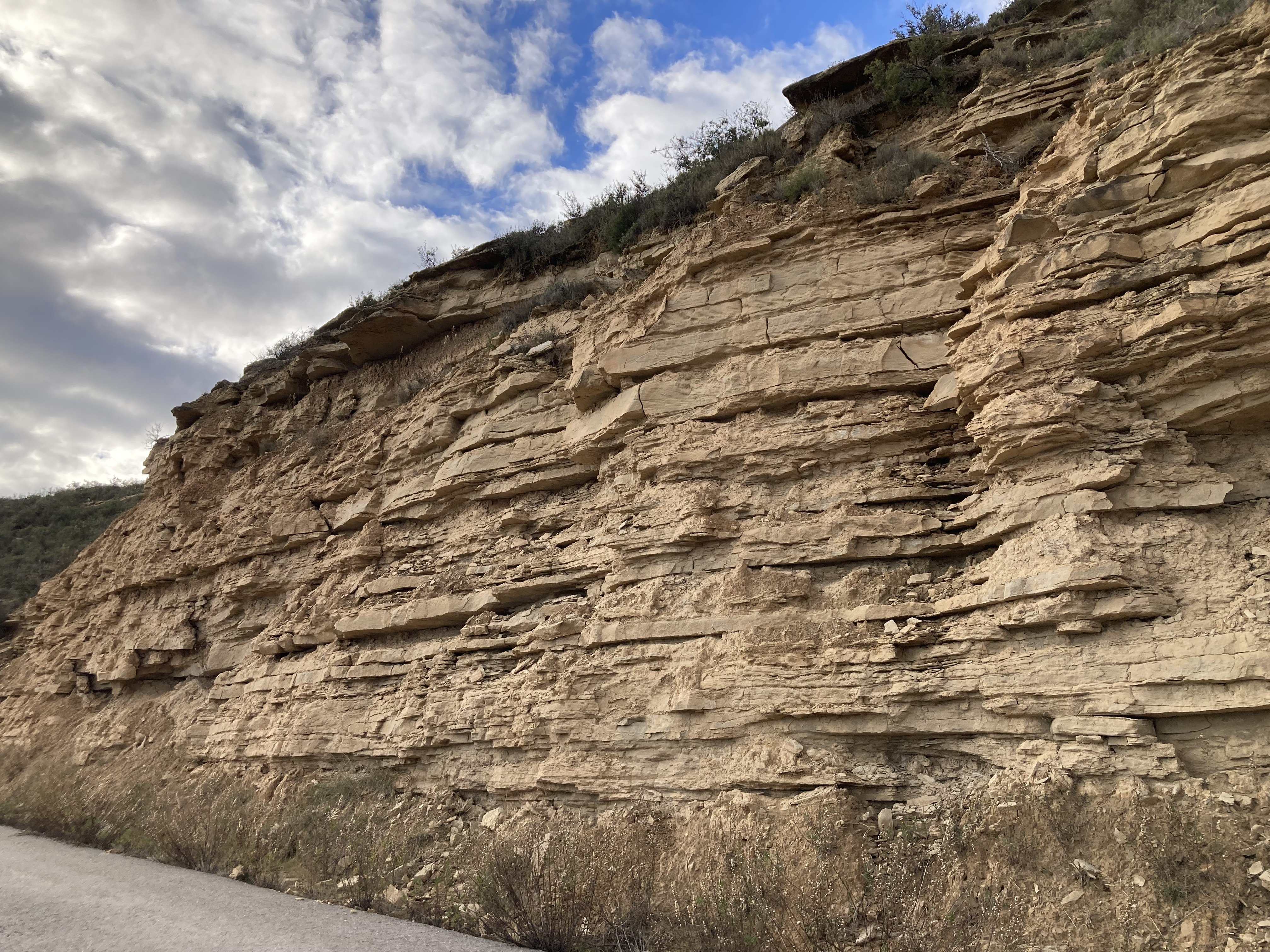
Estratos arcillosos en El Cortijo

#### Monte del Rincón
El Monte del Rincón es una pequeña cima situada al norte de El Cortijo que alcanza los 491 metros en su punto más alto, desde donde se pueden apreciar unas amplias vistas panorámicas de la Sierra de Cantabria, así como el río Ebro y los cultivos que rodean la zona. El acceso a su cumbre no es de gran dificultad.

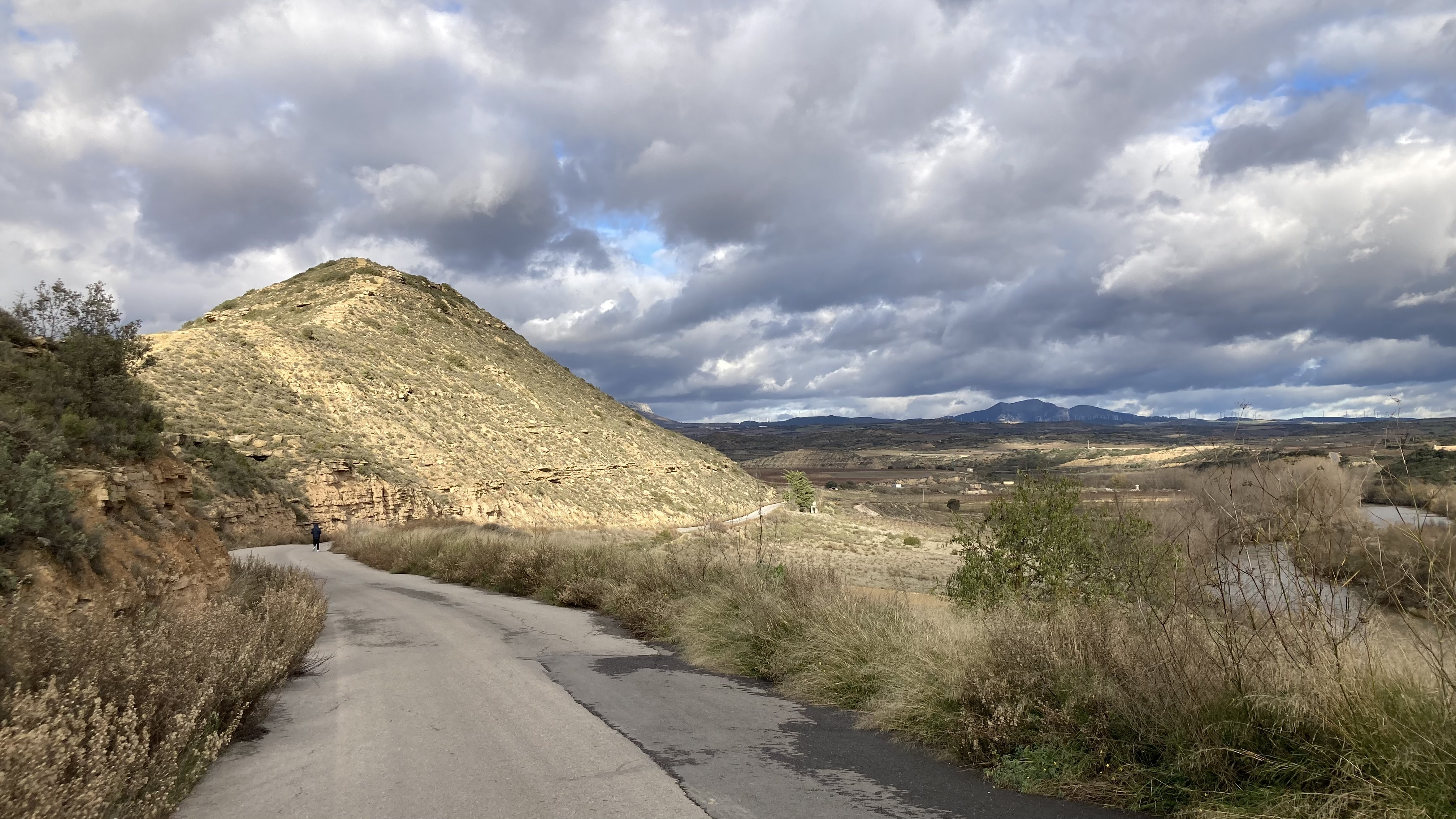
El Monte del Rincón

#### Cima de Ribapedrón
Ribapedrón es una pequeña elevación que se sitúa al suroeste de El Cortijo y que alcanza los 488 metros de altura.

### Hidrografía
La hidrografía de El Cortijo está marcada por la presencia del Ebro, que circula muy próximo a él, sobre todo en su zona este. A su paso por esta población, forma un gran meandro  que crea un paisaje natural de gran belleza.

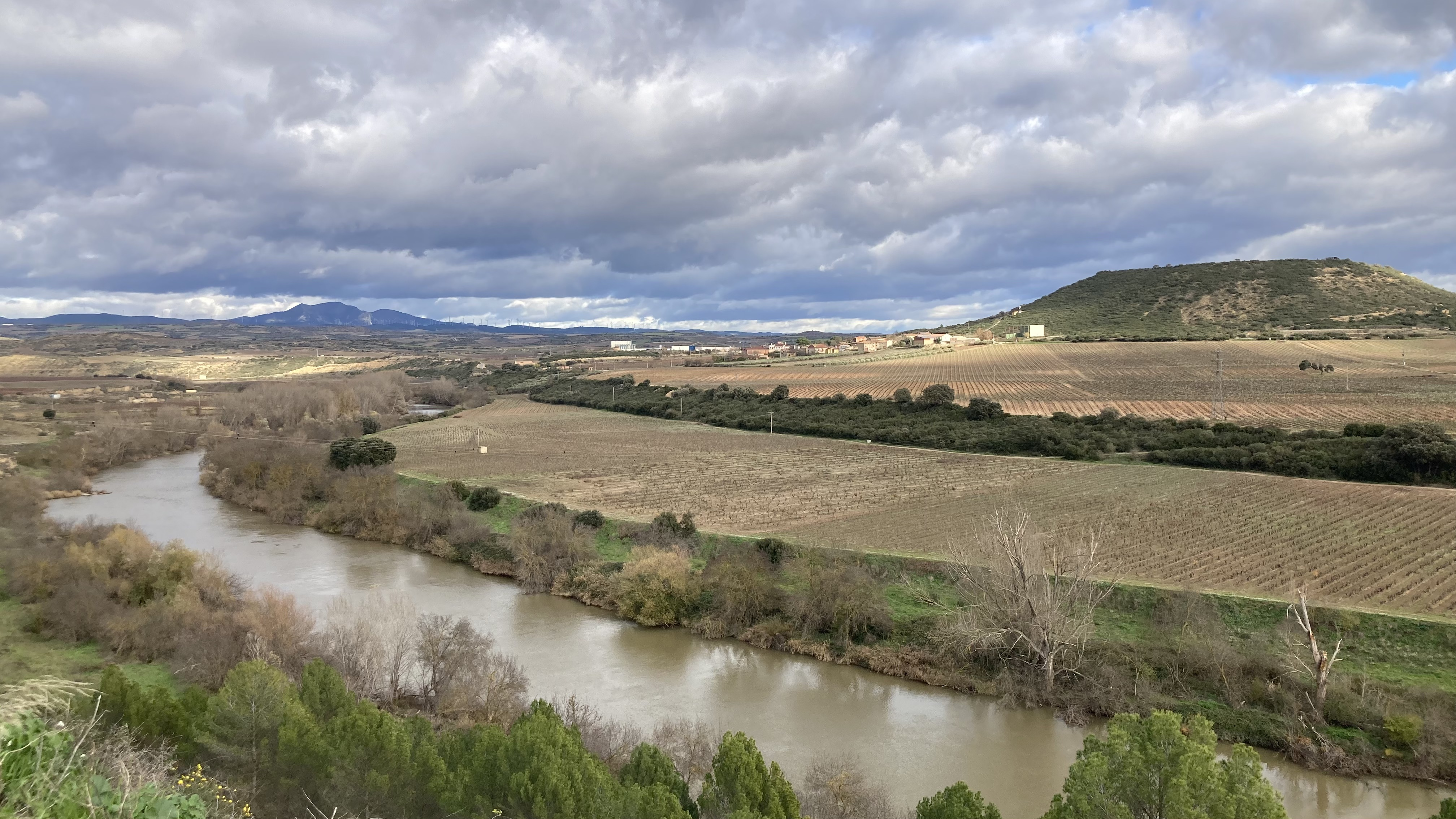
El Río Ebro a su paso por El Cortijo, en La Rioja

### Meandro de El Cortijo
El Meandro de El Cortijo es un meandro fluvial incluido en la Red Natura 2000, situado junto al núcleo urbano de El Cortijo. Su elevación varía entre los 380 y los 490 metros sobre el nivel del mar. 
Existen varios senderos que recorren el meandro, tanto por su orilla como por su interior.

#### Vía Verde de El Cortijo
Recorre el tramo de la vía ferroviaria Castejón-Bilbao que quedó en desuso debido a la construcción de un nuevo túnel al sur de El Cortijo, que no obligaba a que se circulara innecesariamente sobre el meandro. Fue en 2010 cuando se reconvirtieron en vía verde los más de 3 kilómetros de este trazado del ferrocarril. El sendero tiene una dificultad baja y una distancia total de 6 kilómetros, ida y vuelta.

#### Sendero del Meandro de El Cortijo

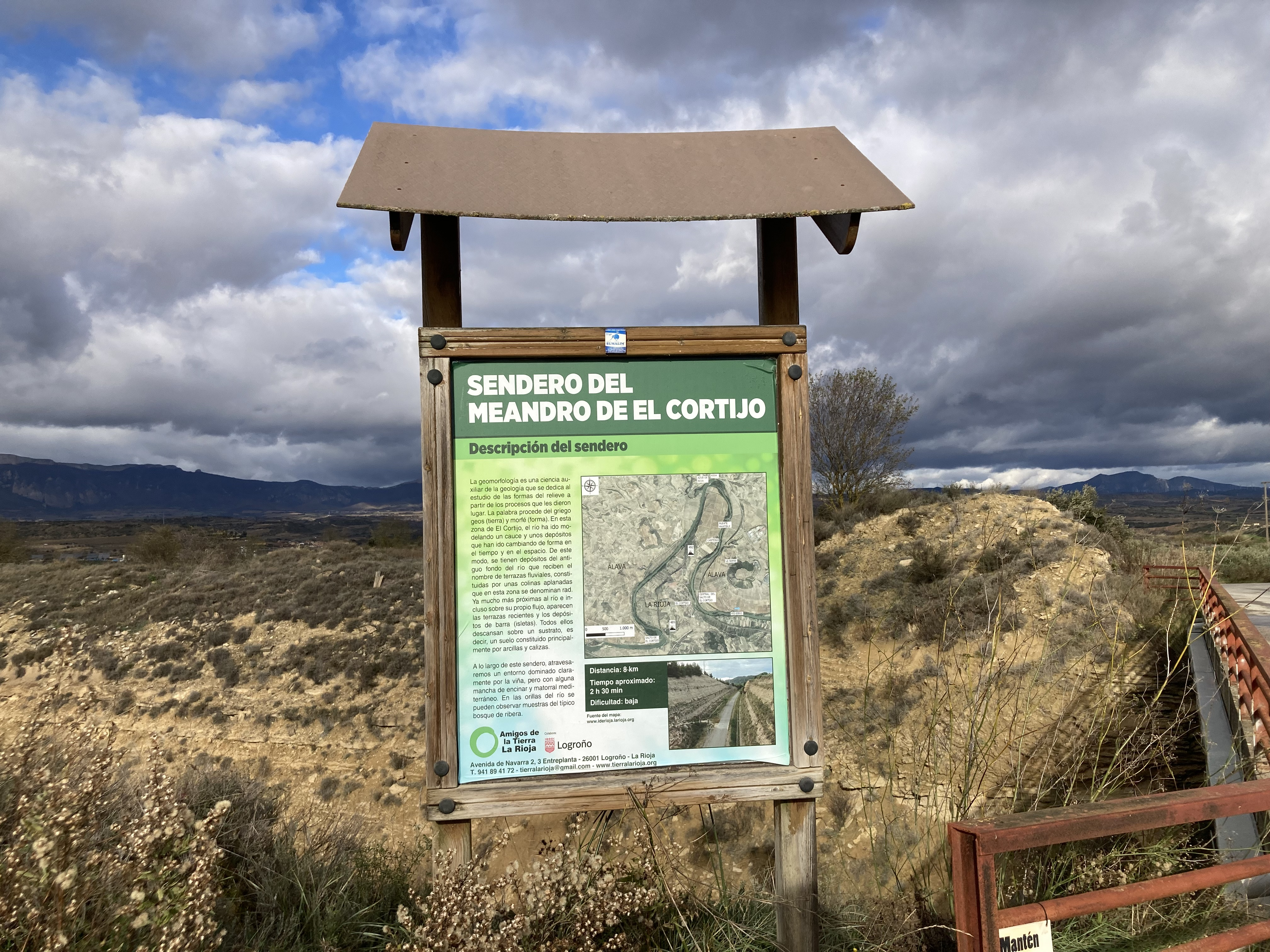
Señalización del sendero del meandro de El Cortijo

Este camino tiene una dificultad baja y una distancia de 8 kilómetros ida y vuelta. Ofrece unas amplias vistas del Valle del Ebro, de la Sierra de Cantabria y de los cultivos de la zona, que son predominantemente viñas, con algunas zonas de matorrales mediterráneos o encinas.

## Demografía
El Cortijo contaba a 1 de enero de 2022 con una población de 241 habitantes, según el INE, de los cuales 124 eran hombres, y 117, mujeres.
| Gráfica de evolución demográfica de El Cortijo entre 2000 y 2022                                 |
|                                                                                                  |
| Población de derecho (2000-2022) según los censos de población del INE a 1 de enero de cada año. |

## Patrimonio

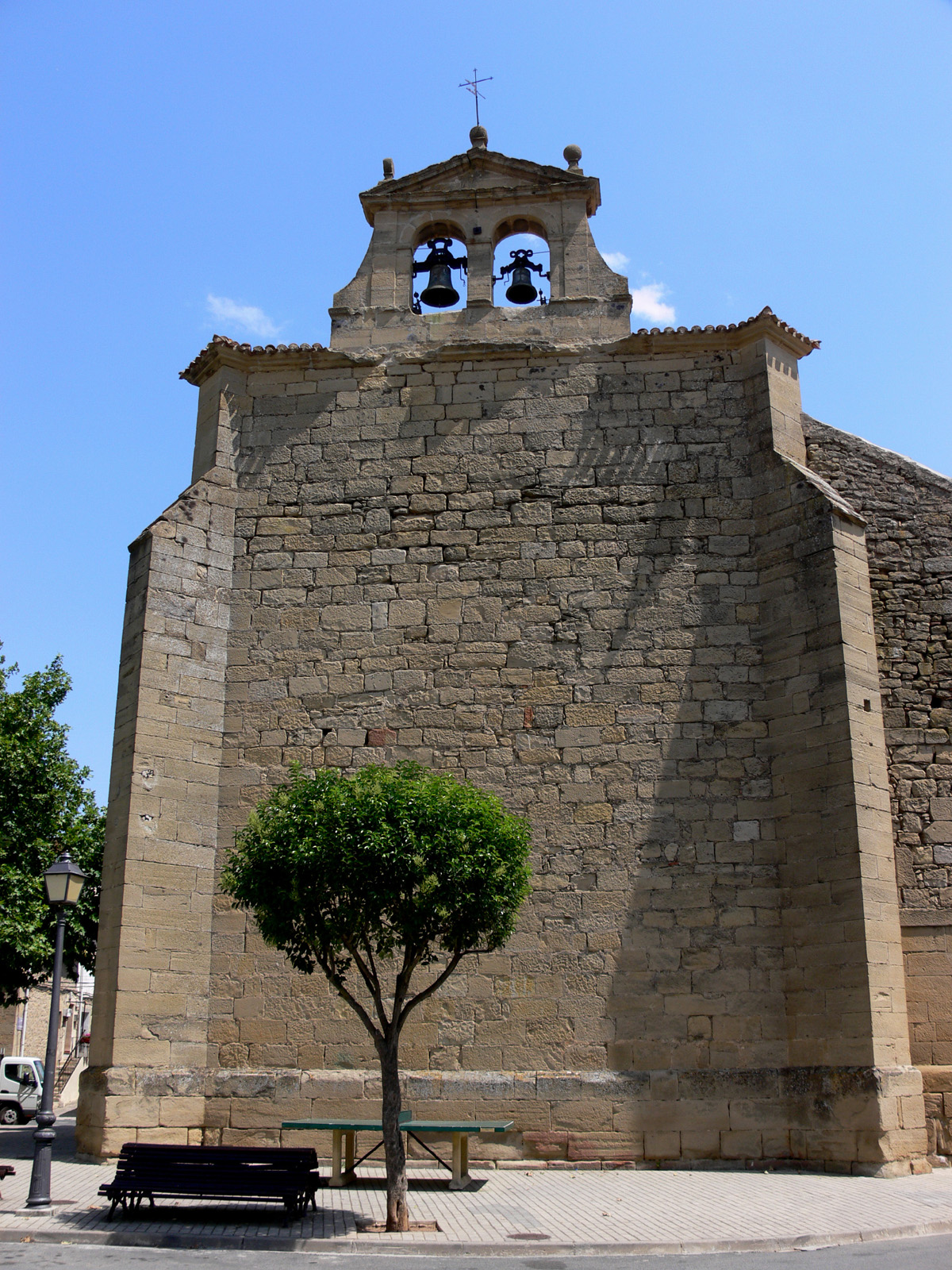
Iglesia de Santa Margarita

### Monumentos religiosos

#### Iglesia parroquial de Santa Margarita (sigloXVI)
La iglesia parroquial de Santa Margarita fue construida en 1554 por Juan de Acha, y rehabilitada en la década de 1980.
Tiene incoado expediente como Bien de Interés Cultural en la categoría de Monumento desde el 8 de marzo de 1984.

### Monumentos civiles

#### Puente Romano de Mantible
El Puente de Mantible está situado sobre el río Ebro, entre las localidades de El Cortijo y Assa (Álava). De época romana, fue construido en el siglo II. Su longitud era de 164 metros y tenía una altura máxima de 30 metros. Estaba formado por siete arcos de medio punto de los cuales solo quedan dos en pie y restos de los pilares de los restantes. Fue destruido en la Edad Media, en torno al siglo XIV. Fue declarado Bien de Interés Cultural en la categoría de Monumento el 25 de enero de 1983.

#### Reloj de sol de Jesús Bárcenas
Es un pequeño reloj de sol tallado en piedra en 2003 por el artista Jesús Bárcenas. Está situado junto al puente que había sobre la antigua vía del ferrocarril que pasaba por El Cortijo, ahora camino. 
Una mañana, el artista se encontró con restos de escombros de unas obras cercanas, que empleó para confeccionar los dos pequeños asientos que se ubican junto al reloj y decorarlo. Actualmente es un importante punto de referencia para ciclistas y viandantes que recorren los senderos del meandro.
La inscripción grabada en el reloj advierte: “Prohibido el paso de ganado”.
|                                                                  |
| El reloj de sol de Jesús Bárcenas y el Monte del Rincón al fondo |

|                                   |
| El Reloj de Sol de Jesús Bárcenas |